# 新法家

中国青年党党旗

新法家是晚清、民国以来在当代背景下产生出来的基于当今现代性的法家思想学术流派。

## 简介
晚清代表人物有章太炎、梁启超、沈家本、陈启天、常燕生、翟玉忠、陆寿筠等。
国家主义派的中国青年党主张认为在世界大战中及其后，国家之间的斗争处于“优胜劣败”、“适者生存”的“新战国时代”。为维持国家的生命与民族的生存，国家主义派提倡复兴法家作为纯中国式的国家主义理论根据。